# Alberto Montoya
Alberto Montoya – kolumbijski zapaśnik w stylu wolnym. Piąty na mistrzostwach panamerykańskich w 2003. Wicemistrz igrzysk boliwaryjskich i trzeci na igrzyskach Pacyfiku w 2005 roku.